# Pseliastis spectropa
Pseliastis spectropa är en fjärilsart som beskrevs av Edward Meyrick 1897. Pseliastis spectropa ingår i släktet Pseliastis och familjen hålmalar, (Heliozelidae). Inga underarter finns listade i Catalogue of Life.